# نيو برلين (نيويورك)
نيو برلين (بالإنجليزية: New Berlin, New York)‏ هي بلدة أمريكية تقع في الولايات المتحدة في مقاطعة تشينانغو، نيويورك. يقدر عدد سكانها بـ 2,682 نسمة .